# Dugda
Dugda est un woreda de la zone Misraq Shewa de la région Oromia, en Éthiopie.
Le woreda est situé dans la vallée du Grand Rift, il atteint l'Awash en amont du lac Koka au nord et le lac Ziway au sud-est.
Il a 144 910 habitants en 2007.
Son centre administratif est Meki.
Avant leur séparation [Quand ?], Dugda et son voisin septentrional, le woreda Bora, formaient un unique woreda appelé Dugda Bora qui avait une superficie de 1 460 km2 [réf. souhaitée].
| Sodo Dacha (S.-O. Shewa) | Liben                         | Bora               |
| Soddo Mareko (Gurage)    | Dugda                         | Ziway Dugda (Arsi) |
|                          | Adami Tullu et Jido Kombolcha |                    |

Les terres arables représentent 37 % du territoire du woreda Dugda tandis que 44 % des terres sont considérées comme dégradées ou inutilisables, 9 % sont des pâturages et 10 % des forêts[réf. souhaitée].
D'après le recensement national de 2007 réalisé par l'Agence centrale de statistique d'Éthiopie, Dugda compte 144 910 habitants et 25 % de sa population est urbaine, la population urbaine (36 252 habitants) étant celle de Meki.
En 2020, la population du woreda est estimée, par projection des taux de 2007, à 178 259 personnes.